# San Luis Napilá
San Luis Napilá är en ort i Mexiko.   Den ligger i kommunen Chilón och delstaten Chiapas, i den sydöstra delen av landet, 800 km öster om huvudstaden Mexico City. San Luis Napilá ligger 997 meter över havet och antalet invånare är 184.
Terrängen runt San Luis Napilá är kuperad åt sydost, men åt nordväst är den bergig. Runt San Luis Napilá är det ganska tätbefolkat, med 129 invånare per kvadratkilometer. Närmaste större samhälle är Yajalón, 8,2 km norr om San Luis Napilá. Omgivningarna runt San Luis Napilá är en mosaik av jordbruksmark och naturlig växtlighet.